# Тип 94
Легка бронемашина Тип 94 (яп. 九四式軽装甲車, Kyūyon-shiki keisōkōsha), «TK» (від Токус Кен'інся (яп. 特殊牵引车) — «спеціальний трактор») — японський малий танк 1930-х років, за західною класифікацією відноситься до танкеток. Створений в 1931 — 1933 роках, насамперед як броньований тягач та транспорт для постачання фронтових частин або віддалених гарнізонів. Серійно вироблявся з 1935 по 1940, всього було випущено 823 танки цього типу. Тип 94 застосовувався в боях у Китаї в 1930-х роках, причому крім своєї початкової ролі, виявився ефективний і для виконання розвідувально-дозорних завдань та підтримки піхоти. Застосовувався в боях Другої світової війни, хоча до того часу був переважно витіснений більш досконалим малим танком «Те-Ке». Після війни, деяка кількість танків Тип 94 було передано переможцями військам Гоміньдану та НВАК, які використовували їх в громадянській війні.

## Конструкція
Компонування танка з переднім розташуванням двигуна, відділення управління об'єднано з бойовим. Екіпаж складався з двох осіб — механіка-водія, розташованого в рубці в передній частині корпусу, праворуч від рухового відділення, і командира-стрільця, що розміщувався у башті.
Корпус танка збирався на каркасі з підкладних листів та куточків за допомогою заклепок. Товщина сильно нахиленого лобового листа та маски кулемета — 12 мм, кормового листа — 10 мм, стінок башти та бортів корпусу — 8 мм, даху і днища — 4 мм. Посадка та висадка екіпажу здійснювалися через люк в кормовій частині машини.
Єдиним озброєнням танка був розміщений у башті 6,5-мм кулемет Тип 91, боєкомплект якого становив 1650 патронів. З 1938 року, у зв'язку зі зміною рушнично-кулеметного калібру в японській армії, він замінювався 7,7-мм кулеметом Тип 97. Проводилися експерименти з оснащенням танка спареними кулеметами, але через вкрай малий обсяг башти розвитку вони не отримали.
Руховою установкою танка був рядний 4-циліндровий карбюраторний двигун «Міцубісі» Тип 94, потужністю 32 к.с.
Підвіска танка виконувалась за стандартною для японських танків системою Т.Хара — опорні котки попарно блокувалися на балансирах, за допомогою системи важелів і тяг з'єднаних з циліндричними спіральними пружинами, розміщеними в горизонтальних трубах з боків корпусу. Гусениці сталеві дрібноланкові, з двома гребенями, шириною 160 мм.

## Використовувався
- Японська імперія
- КНР — трофейні
- Маньчжоу-Го — 10 танків[3]
- Республіка Китай — 15 танків

## Оцінка машини

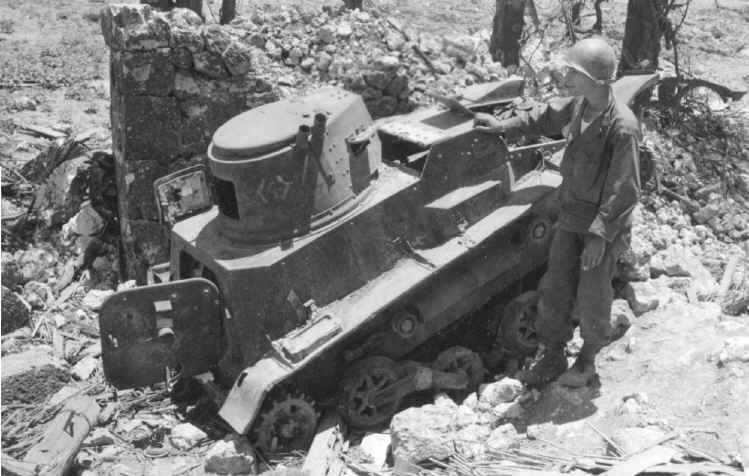
Тип 94, захоплений військами США на Окінаві

Машина в своєму класі цілком вдала: наявність башти, достатній для танкетки бронезахист, швидкість 40 км/год і запас ходу на 200 км. З мінусів всього 1 кулемет гвинтівкового калібру.

## Де можна побачити
До нашого часу збереглося 3 танки Тип 94.
- Росія — Музей бронетанкового озброєння та техніки в підмосковній Кубинці (Тип 94 ранньої версії).
- Австралія — Військовий Меморіал Австралії (Тип 94 ранньої версії).
- Велика Британія — один Тип 94 пізньої версії, що належить приватному колекціонерові Кену Хагс.